# Matuodian
Matuodian (kinesiska: 马坨店乡, 马坨店) är en socken i Kina. Den ligger i provinsen Hebei, i den norra delen av landet, omkring 230 kilometer öster om huvudstaden Peking. Antalet invånare är 35 762. Befolkningen består av 17 467 kvinnor och 18 295 män. Barn under 15 år utgör 14,0 %, vuxna 15-64 år 73 %, och äldre över 65 år 12,0 %.
Genomsnittlig årsnederbörd är 771 millimeter. Den regnigaste månaden är augusti, med i genomsnitt 202 mm nederbörd, och den torraste är januari, med 3 mm nederbörd.